# Харгесхаймер, Карл Хайнц
Карл Хайнц Харгесхаймер (Чаргесхаймер) (нем. Karl Heinz Hargesheimer; 19 мая 1924, Кёльн — 31 декабря 1971, Кёльн) — немецкий фотограф, дизайнер и режиссёр.

## Биография
Карл Хайнц Харгесхаймер посещал занятия в коммерческом колледже в Кёльне. В 1942 году он лишился доли одного легкого, чтобы избежать воинской повинности. Благодаря своим способностям он был принят на курсы в школу фотографии в Кёльне без предварительных условий. В 1948 году при отправке материалов в журнал Stern принял фамилию Чаргесхаймер. С 1950 по 1955 был лектором в школе «BiKla» в Дюссельдорфе. В 1956 году Л. Фриц Грубер организовал выставку работ Чаргесхаймера в «Photokina».

## Творчество
В 1957 году Чаргесхаймер начал серию фотокниг, вызвавших настоящий фурор: Интим в Кёльне, Под шумящими деревьями, В Рурском регионе, Романский стиль на Рейне, Люди в Рейне, Берлинские зарисовки большого города и Промежуточный балансовый отчет. Эта серия закончилась в 1962 году, после чего Чаргесхаймер посвятил себя сцене. Он стал дизайнером и режиссёром, занялся кинетическими скульптурами, в какой-то мере отражавшими его образ мыслей. Кроме того, он вернулся к абстрактной фотографии и светографике, посредством которых пытался ворваться в искусство, но лишь в 1980-х гг. была признана значимость его экспериментальной фотографии.